# Университет Агдера
Университет Агдера (норв. Universitetet i Agder) — самый молодой из восьми государственных норвежских университетов (статус с 2007), кампусы которого расположены в Кристиансанне в фюльке Вест-Агдер и Гримстаде в фюльке Эуст-Агдер.

## История
В 1994 году в результате слияния колледжа Агдера (Agder College) и пяти других колледжей региона был образован университетский колледж Агдера (Agder University College), который в 2007 году был преобразован в университет Агдера.
Университет имеет договоры о сотрудничестве со 175 университетами по всему миру, в том числе с российским Арктическим федеральным университетом, украинским Национальным техническим университетом «Харьковский политехнический институт».

## Сфера научных исследований
В связи с расположением университета на побережье Атлантического океана, одним из стратегических направлений его исследований стали проблемы сохранения и восстановления прибрежных экосистем; из других приоритетных областей научных изысканий — инновации, технологии, искусственные интеллектуальные системы, робототехника, кибернетика, а также:
- внедрение новых технологий и создание единой медицинской базы в электронном виде;
- работа над интегрированной системой управления службами быстрого реагирования, обеспечивающей эффективное взаимодействие пожарных, полиции, медиков и МЧС;
- мехатроника и все, что с ней связано (только в этом вузе Норвегии можно получить степень бакалавра, магистра или доктора по мехатронике).

## Обучение
Университет предлагает программы бакалавриата, второго высшего образования, магистратуру и докторантуру. Обучение бесплатное (семестровый сбор — 740 NOK). Вуз принимает иностранных студентов из 34 стран мира.
Обучение в бакалавриате ведется только на норвежском языке, для магистратуры и аспирантуры разработаны программы обучения на английском языке. Университет предлагает 130 учебных курсов, 44 бакалаврские степени, 33 магистерские и 14 видов аспирантуры. На его территории работает 17 научно-исследовательских центров.
Факультеты университета:
- инженерии и естественных наук
- здоровья и спорта
- гуманитарных наук и образования
- школа бизнеса и права
- изобразительного искусства
- социальных наук
- отделение педагогики